# Федьків Ярослав Іванович
Ярослав Іванович Федьків (30 березня 1997, с. Добринів, Івано-Франківська область — 3 серпня 2022, Донецька область, Україна) — український військовослужбовець, солдат Збройних Сил України, учасник російсько-української війни. Почесний громадянин міста Тернополя (2022, посмертно).

## Життєпис
Ярослав Федьків народився 30 березня 1997 року у селі Добринові на Івано-Франківщині.
Закінчив Аграрний коледж за спеціальністю технік-механік. У 2016—2019 роках проходив військову службу за контрактом в Збройних Силах України. Три роки відвоював у складі 128 ОГШБр. З перших днів повномасштабної війни захищав Київщину у складі 2 роти ССО "Азов".
Загинув 3 серпня 2022 року в результаті кульового поранення, яке виявилося несумісним із життям, в ході стрілецького бою з групою противника на Донеччині

## Нагороди
- орден «За мужність» III ступеня (2022, посмертно) — за особисту мужність і самовіддані дії, виявлені у захисті державного суверенітету та територіальної цілісності України, вірність військовій присязі[3].

## Вшанування пам'яті
- почесний громадянин міста Тернополя (22 серпня 2022, посмертно)[4][2].

## Військові звання
- солдат